# Salmo 53
El salmo 53  es, según la numeración hebrea, el quincuagésimo tercer salmo del Libro de los salmos de la Biblia. Corresponde al salmo 52 según la numeración de la Biblia Septuaginta griega, empleada también en la Vulgata latina. Por este motivo, recogiendo la doble numeración, a este salmo también se le refiere como el salmo 53 (52).

## Contenido
Este salmo es la Elohística versión del Salterio (Sal. 42-83) del Salmo 14 .  Es casi idéntico al Salmo 14 , que el exégeta medieval Rashi entendió que se refería a la destrucción del Primer Templo , éste, pensó, se refiere a la destrucción del segundo.  Los intérpretes modernos, siguiendo la forma crítica de Hermann Gunkel , clasifican este salmo como un lamento.  Desde este Salmo y el Salmo 53 son casi idénticos, es difícil decir cuál es citado por  Pablo de Tarso en la Epístola a los Romanos, en el que argumenta que judíos y gentiles necesitan igualmente la gracia de Dios.
Hay dos diferencias entre el Salmo 14 y el 53, el nombre de Dios usado es el primero. El Salmo 14 usa el nombre del pacto de Dios, YHWH , típico de los Salmos en el libro 1 de los Salmos (Salmos 1 al 41). El Salmo 53 usa Elohim , típico de los Salmos en el Libro 2 (Salmos 42 al 72). En segundo lugar, hay una referencia a "un refugio para los pobres" en el Salmo 14: 6 que falta en el Salmo 53.

## Texto
La siguiente tabla muestra el texto en hebreo del salmo con vocales, junto con el texto en griego koiné de la Septuaginta  y la traducción al español de la Biblia del Rey Jacobo. Tenga en cuenta que el significado puede diferir ligeramente entre estas versiones, ya que la Septuaginta y el texto masorético provienen de tradiciones textuales diferentes.  En la Septuaginta, este salmo se numera como Salmo 52.
| #     | Hebreo                                                                | Español | Griego |
| ----- | --------------------------------------------------------------------- | --- | --- |
| [ 7 ] | לַמְנַצֵּ֥חַ עַֽל־מָחֲלַ֗ת מַשְׂכִּ֥יל לְדָוִֽד׃                                             | (Al músico principal sobre Mahalath, Maschil, Salmo de David.) | Εἰς τὸ τέλος, ὑπὲρ μαελέθ· συνέσεως τῷ Δαυΐδ. - |
| 1     | אָ֘מַ֤ר נָבָ֣ל בְּ֭לִבּוֹ אֵ֣ין אֱלֹהִ֑ים הִֽ֝שְׁחִ֗יתוּ וְהִֽתְעִ֥יבוּ עָ֝֗וֶל אֵ֣ין עֹֽשֵ ׂה־טֽוֹב׃               | El necio ha dicho en su corazón: «No hay Dios». Son corruptos y han cometido iniquidades abominables; no hay quien haga el bien.                                                     | ΕΙΠΕΝ ἄφρων ἐν καρδίᾳ αὐτοῦ· Οὐκ ἔστι Θεός. διεφθάρησαν καὶ ἐβδελύχθησαν ἐν ἀνομίαις, οὐκ ἔστι ποιῶν ἀγαθόν.                                       |
| 2     | אֱֽלֹהִ֗ים מִשָּׁמַיִם֮ הִשְׁקִ֢יף עַֽל־בְּנֵי־אָ֫דָ֥ם לִ֭רְאוֹת הֲיֵ֣שׁ מַשְׂכִּ֑יל דֹּ֝ר ֵ֗שׁ אֶת־אֱלֹהִֽים׃           | Dios miró desde los cielos a los hijos de los hombres, para ver si había alguno que entendiera, que buscara a Dios.                                                                  | ὁ Θεὸς ἐκ τοῦ οὐρανοῦ διέκυψεν ἐπὶ τοὺς υἱοὺς τῶν ἀνθρώπων τοῦ ἰδεῖν εἰ ἔστι συνιὼν ἢ ἐκζητῶν τὸν Θεόν.                                            |
| 3     | כֻּלּ֥וֹ סָג֮ יַחְדָּ֢ו נֶ֫אֱלָ֥חוּ אֵ֤ין עֹֽשֵׂה־ט֑וֹב אֵ֝֗ין גַּם־אֶחָֽד׃                             | Todos ellos se han apartado; todos se han corrompido; no hay quien haga lo bueno, ni siquiera uno.                                                                                   | πάντες ἐξέκλιναν, ἅμα ἠχρειώθησαν, οὐκ ἔστι ποιῶν ἀγαθόν, οὐκ ἔστιν ἕως ἑνός.                                                                      |
| 4     | הֲלֹ֥א יָדְעוּ֮ פֹּ֤עֲלֵ֫י אָ֥וֶן אֹכְלֵ֣י עַ֭מִּי אָ֣כְלוּ לֶ֑חֶם אֱ֝לֹהִ֗ים לֹ֣א קָרָֽאוּ ׃                   | ¿No tienen conocimiento los que hacen iniquidad, los que devoran a mi pueblo como si fuera pan, y no invocan a Dios?                                                                 | οὐχί γνώσονται πάντες οἱ ἐργαζόμενοι τὴν ἀνομίαν; οἱ κατεσθίοντες τὸν λαόν μου ἐν βρώσει ἄρτου τὸν Κύριον οὐκ ἐπεκαλέσαντο.                        |
| 5     | שָׁ֤ם ׀ פָּ֥חֲדוּ פַחַד֮ לֹא־הָ֢יָ֫ה פָ֥חַד כִּֽי־אֱלֹהִ֗ים פִּ֭זַּר עַצְמ֣וֹת חֹנָ֑ךְ הֱ ֝בִשֹׁ֗תָה כִּֽי־אֱלֹהִ֥ים מְאָסָֽם׃ | Allí estaban con gran temor, donde no había temor, porque Dios había esparcido los huesos de los que acampaban contra ti; los habías avergonzado, porque Dios los había despreciado. | ἐκεῖ ἐφοβήθησαν φόβον, οὗ οὐκ ἦν φόβος, ὅτι ὁ Θεὸς διεσπόρπισεν ὀστᾶ ἀνθρωπαρέσκων· κατῃσχύνθησαν, ὅτι ὁ Θεὸς ἐξουδένωσεν αὐτούς.                  |
| 6     | מִ֥י יִתֵּ֣ן מִצִּיּוֹן֮ יְשֻׁע֢וֹת יִשְׂרָ֫אֵ֥ל בְּשׁ֣וּב אֱ֭לֹהִים שְׁב֣וּת עַמּ֑וֹ יָגֵ ֥ל יַ֝עֲקֹ֗ב יִשְׂמַ֥ח יִשְׂרָאֵֽל׃    | ¡Oh, que la salvación de Israel viniera de Sion! Cuando Dios traiga de vuelta a su pueblo cautivo, Jacob se regocijará, e Israel se alegrará.                                        | τίς δώσει ἐκ Σιὼν τὸ σωτήριον τοῦ ᾿Ισραήλ; ἐν τῷ ἀποστρέψαι τὸν Θεὸν τὴν αἰχμαλωσίαν τοῦ λαοῦ αὐτοῦ ἀγαλλιάσεται ᾿Ιακὼβ καὶ εὐφρανθήσεται ᾿Ισραήλ. |

## Esquema
El salmo se puede dividir en tres partes: 
1. Versículos 2-4: Descripción de la indignación general
2. Versículo 5f: discurso de regaño y amenaza del juicio de Dios
3. Versículo 7: "Suspiro largo", oración corta[10]

La principal diferencia entre estos dos salmos radica principalmente en los nombres de Dios. Mientras que en el Salmo 14 Dios es mencionado cuatro veces como Yahveh y tres veces como Elohim , el Salmo 53 solo menciona a Elohim (siete veces).

## Comentarios

### De la iglesia católica

#### A todo el salmo
Salmo 53 es prácticamente idéntico al Salmo 14, con leves variaciones. Su ubicación en el libro de los Salmos, junto a Salmo 52, destaca la respuesta negativa del ser humano ante Dios, en contraste con la respuesta positiva del Salmo 51, centrada en el reconocimiento del pecado. Quien desoye la advertencia de Salmo 52,9 y persiste en el mal, negando la existencia o intervención de Dios, es calificado de necio. Mientras en el Salmo 14 se utiliza el nombre «el Señor» (Yhwh), en el Salmo 53 se emplea «Dios» (Elohim), lo cual sugiere que esta versión pudo pertenecer a una colección distinta, posiblemente originaria del reino del Norte.
Ante la necedad de no reconocer a Dios comenta San Gregorio de Nisa: 

Delante de tan grandes pruebas (…), ¿cómo es posible que el necio diga en su corazón: Dios no existe, y fueron corrompidos y llegaron a ser abominables por quedarse en este pensamiento? Pues la desaparición de Aquel que es realmente el ser debe constituir verdaderamente la corrupción y la disolución de todo lo que existe. Entonces, ¿cómo se podría existir sin estar con el que realmente “es”?, ¿cómo se podría permanecer con el que “es” sin creer que existe? Y el que realmente es el ser mismo es Dios, en sentido propio, como lo testimonia la visión de la teofanía del gran Moisés. Así pues, aquel que expulsaba de su propia mente al ser de Dios diciendo que no existe, destruía su propio existir pues se expulsaba a sí mismo fuera del ser.

## Usos

### Nuevo Testamento
Los versículos 1-3 se citan en la Epístola a los romanos 3: 10-12 .

## Usos litúrgicos

### Catolicismo
Desde principios de la Edad Media, este salmo se realizaba tradicionalmente en maitines el martes, después de que San Benito de Nursia estableciera la distribución de los salmos alrededor del 530.
En la Liturgia de las Horas actual, de manera diferente, el Salmo 53 se recita el martes de la segunda semana  , en el servicio del mediodía.